# エン・メン・ガル・アナ
エン・メン・ガル・アナ（En-men-gal-ana）は、古代メソポタミア、シュメールの王。

## 略歴
バッド・ティビラのエン・メン・ガル・アナは、シュメール王名表によると紀元前2900年頃までの4代目の王。
エン・メン・ガル・アナは28,800年間統治したとされる。